# Hauteville-la-Guichard
Hauteville-la-Guichard là một xã thuộc tỉnh Manche trong vùng Normandie tây bắc Pháp. Dân số là 425 người trong năm 2006.